# Mongolië op de Olympische Winterspelen 1998
Tijdens de Olympische Winterspelen van 1998, die in Nagano (Japan) werden gehouden, nam Mongolië voor de negende keer deel.

## Deelnemers en resultaten
(m) = mannen, (v) = vrouwen 

### Langlaufen
| Olympiër               | Discipline                    | Resultaat | Prestatie                                    |
| ---------------------- | ----------------------------- | --------- | -------------------------------------------- |
| Dashzevegiin Ochirsükh | 10 km klassiek (m)            | 90e       | 39.38,6 (+12.14,1)                           |
| Dashzevegiin Ochirsükh | achtervolging 10 km+15 km (m) | dns       | niet gestart 15 km (10 km:39.38 + 15 km:dns) |

### Shorttrack
| Olympiër           | Discipline | Resultaat | Prestatie                |
| ------------------ | ---------- | --------- | ------------------------ |
| Battulgyn Oktyabri | 500 m (m)  | 28e       | dnq, vr 8 (4e): 50,466   |
| Boldyn Sansarbileg | 1000 m (m) | 29e       | dnq, vr 6 (4e): 1.39,913 |

Amerikaanse Maagdeneilanden · Andorra · Argentinië · Armenië · Australië · Azerbeidzjan · België · Bermuda · Bosnië en Herzegovina · Brazilië · Bulgarije · Canada · Chili · China · Chinees Taipei · Cyprus · Denemarken · Duitsland · Estland · Finland · Frankrijk · Georgië · Griekenland · Groot-Brittannië · Hongarije · Ierland · IJsland · India · Iran · Israël · Italië · Jamaica · Japan · Joegoslavië · Kazachstan · Kenia · Kirgizië · Kroatië · Letland · Liechtenstein · Litouwen · Luxemburg · Macedonië · Moldavië · Monaco · Mongolië · Nederland · Nieuw-Zeeland · Noord-Korea · Noorwegen · Oekraïne · Oezbekistan · Oostenrijk · Polen · Portugal · Puerto Rico · Roemenië · Rusland · Slovenië · Slowakije · Spanje · Trinidad en Tobago · Tsjechië · Turkije · Uruguay · Venezuela · Verenigde Staten · Wit-Rusland · Zuid-Afrika · Zuid-Korea · Zweden · Zwitserland